# Juha Kere
Juha Kalervo Kere, född 28 augusti 1958 i Helsingfors, är en finländsk läkare, specialist i medicinsk genetik.
Kere blev medicine och kirurgie doktor 1990. Han var 1998–2001 chef för Finlands genomcenter och 2000–2001 professor i medicinsk genetik vid Åbo universitet. År 2001 utnämndes han till professor  i molekylär genetik vid Karolinska institutet i Stockholm.
Kere har bedrivit ett omfattande vetenskapligt arbete inom området medicinsk genetik och speciellt studerat de multifaktoriella sjukdomarnas genetik. År 2011 erhöll han Matti Äyräpää-priset. År 2012 utnämndes han till ledamot av Finska Vetenskapsakademien.